# Сібаяма (Тіба)

35°41′35″ пн. ш. 140°24′51″ сх. д. / 35.69306° пн. ш. 140.41417° сх. д.
Сібая́ма (яп. 芝山町, しばやままち, МФА: [ɕibajama mat͡ɕi̥]) — містечко в Японії, в повіті Самбу префектури Тіба. Станом на 1 жовтня 2008 площа містечка становила 43,47 км². Станом на 1 січня 2009 населення містечка становило 8139 осіб.